# V.O.S.
V.O.S (Versió original subtitulada) és el títol d'una pel·lícula espanyola de comèdia del 2009 dirigida per Cesc Gay basada en l'obra de teatre de Carol López sobre l'amor i l'amistat en les amics i parelles, i en conserva el mateix repartiment. Fou rodada en cinc setmanes al barri de Gràcia de Barcelona, en català i castellà i alguns diàlegs en basc, com a l'obra de teatre. Ha estat doblada al català.

## Sinopsi
El director proposa un joc a l'espectador, ja que la pel·lícula se situa en un rodatge, mostrant les entranyes del cinema i l'arrossega a un joc de miralls entre realitat i ficció. Clara és una dona soltera decidida a tenir un fill amb el seu amic Manu, davant la mirada atònita de Vicky i la seva parella Ander, guionista obstinat a escriure una comèdia romàntica.

## Repartiment
- Àgata Roca - Clara
- Vicenta N'Dongo - Vicky
- Paul Berrondo - Manu
- Andrés Herrera - Ander

## Premis
| Any  | Premi                                             | Categoria                             | Candidat        | Resultat  |
| ---- | ------------------------------------------------- | ------------------------------------- | --------------- | --------- |
| 2010 | Medalles del Cercle d'Escriptors Cinematogràfics  | Millor actriu secundària              | Vicenta N'Dongo | Nominat   |
| 2010 | Premis Gaudí                                      | Millor pel·lícula en llengua catalana | V.O.S           | Nominada  |
| 2009 | Festival Internacional de Cinema de Mar del Plata | Astor de Plata al millor guió         | Cesc Gay        | Guanyador |
| 2009 | Festival Internacional de Cinema de Mar del Plata | Premi Signis                          | Cesc Gay        | Guanyador |
| 2009 | Festival Internacional de Cinema de Mar del Plata | Millor pel·lícula                     | V.O.S           | Nominada  |